# 赵天恩
趙天恩（英語：Jonathan Chao，1938年—2004年1月12日），是一位華人牧師、神學家，1938年生於中國遼寧省，後因1949年後中國政局丕變隨家人離開中國，後成為基督新教牧師，在海外專注於中國基督新教相關的神學研究。
1986年於美國賓夕法尼亞大學獲东方研究哲學博士學位，在中國基督新教神學領域有較大影響力，曾提出「中國福音化、教會國度化、文化基督化」的願景（基督新教內部稱之為「三化異象」）。

## 早年
1938年，趙天恩生於中國遼寧省的一個基督新教牧師家庭。趙天恩的父親趙中輝在高中時代，曾聆聽王明道的布道並受到感召，於1935年受洗，成為基督徒，後來被按立為牧師。1949年，中共贏得國共內戰，趙天恩隨家人一同先後移居香港、日本，最後移民到美國，定居在洛杉磯。1962年，於美國日內瓦學院獲學士學位，後又於1966年在賓州的改革宗背景西敏斯特神學院獲道學碩士學位。

## 與中國基督新教的關係
趙天恩長期專注於中國新教教會以及基督新教神學研究。1978年中共宣布改革開放後，趙天恩曾數次造訪中國，以希促進基督新教在中國的傳播。他的理論在中國不受當局承認的家庭教會中有很大影響力。然而，中共主導的三自教會對趙天恩卻看法負面，認為他「敵視新中國」。
20世紀末，趙天恩提出了「中國福音化、教會國度化、文化基督化」之願景，即基督新教所說的「三化異象」。中國福音化即在中國努力傳播基督新教（傳福音），教會國度化即建立符合基督新教教義的教會，文化基督化則是指使用基督新教之教義改造、更新中國文化。
中共建立政權後基督新教的歷史是一個較少得到關注的話題。趙天恩曾主導編撰《當代中國基督教發展史(1949-1997)》一書填補了這一空白，記錄了中共建政後基督新教在中國受到迫害的歷史。

## 去世
2004年1月12日，趙天恩因罹患淋巴瘤在美國洛杉磯去世，享年65歲。